# Warrior (Schiff, 1906)
Die Warrior, auch HMS Warrior, war ein Panzerkreuzer und Typschiff der gleichnamigen Klasse der britischen Marine, der von 1906 bis 1916 in Dienst stand.
Im Ersten Weltkrieg war die Warrior anfangs im Mittelmeer stationiert und nahm an der Verfolgung der Goeben und der Breslau teil. Ab Dezember 1914 war sie Teil der Grand Fleet. In der Skagerrakschlacht wurde sie schwer beschädigt sowie manövrierunfähig und sank im Schlepp der Engadine auf dem Rückmarsch.

## Geschichte

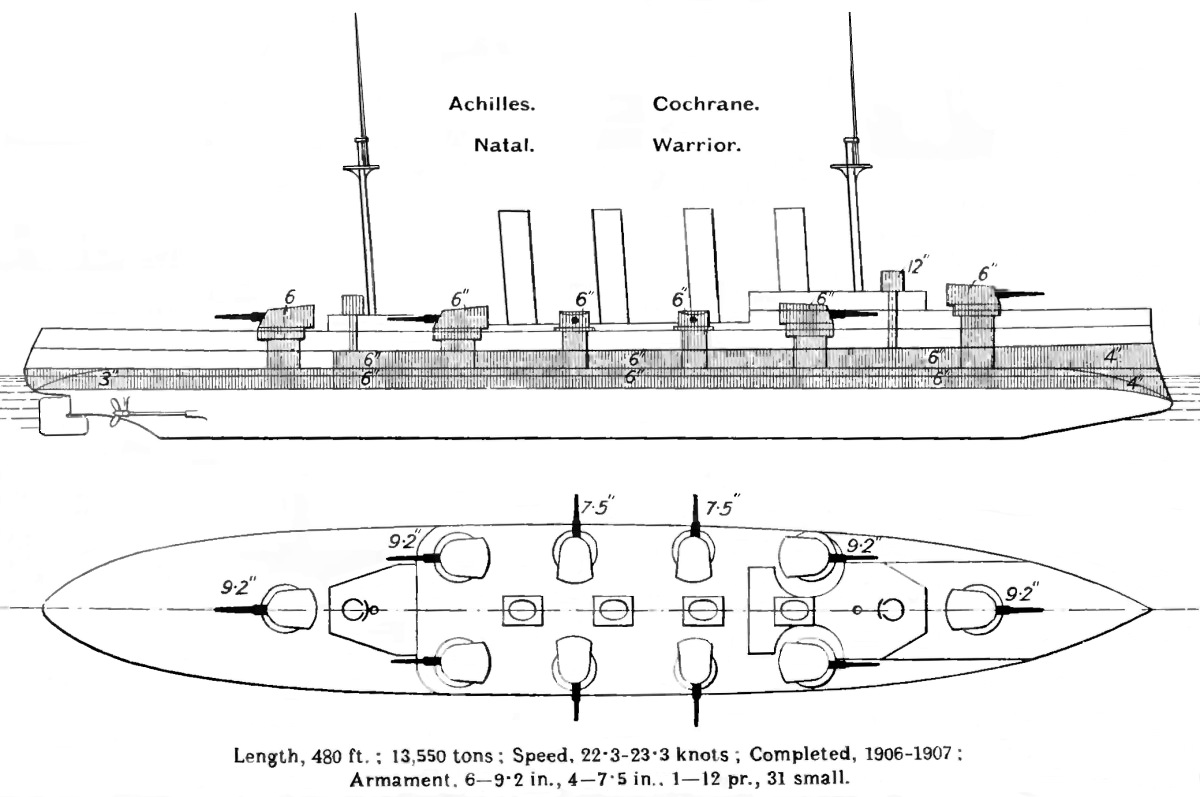
Riss der Warrior-Klasse

Die beiden ersten Schiffe der Duke-of-Edinburgh-Klasse hatten noch eine Batterie von 152-mm-Geschützen in sehr tief liegenden Kasematten. Die vier 1905 vom Stapel gelaufene Folgeeinheiten erhielten stattdessen vier 191-mm-Geschütze vom Typ Mk II in Einzeltürmen auf der gleichen Höhe wie die seitlichen 234-mm-Geschütztürme.
Die Warrior lief am 25. November 1905 beim Pembroke Dockyard, wo auch das ursprüngliche Typschiff Duke of Edinburgh gebaut wurde, als letztes Schiff der Klasse vom Stapel und wurde am 12. Dezember 1907 als letztes Schiff in Dienst genommen.
Die Warrior kam wie die drei Schwesterschiffe anfangs zum 5. Kreuzergeschwader der Home Fleet, die 1909 alle zum 2. Kreuzergeschwader umgesetzt wurden. 1913 verlegte sie zur Mittelmeerflotte.

### Kriegseinsatz
Zu Beginn des Ersten Weltkrieges gehörte die Warrior im Mittelmeer zum 1. Kreuzergeschwader unter Admiral Ernest Troubridge auf der etwas moderneren Defence zusammen mit den beiden Halbschwesterschiffen Duke of Edinburgh und Black Prince. Troubridge beteiligte sich erfolglos an der Jagd auf die Goeben und Breslau der deutschen Mittelmeerdivision, als er sein Geschwader an die griechische Küste zurückzog, während die Deutschen nach der Beschießung algerischer Häfen in Messina kohlten. Er nahm an, die Deutschen würden in die Adria laufen, und entschloss sich spät und halbherzig, sie noch vor der Ägäis zu stellen. So konnten die beiden deutschen Schiffe ohne Kampf nach Konstantinopel entkommen. Sein Oberbefehlshaber, Admiral Milne, entwickelte aber mit seinen moderneren Schlachtkreuzern eher noch weniger Ehrgeiz in der Verfolgung der deutschen Mittelmeerdivision unter Konteradmiral Wilhelm Souchon.
Am 16. August 1914 nahm das Schiff noch mit der Defence und Zerstörern am Vorstoß der französischen Flotte mit drei Schlachtschiffen, zehn älteren Linienschiffen, drei Kreuzern und Zerstörern in die Adria teil, um die österreichische Flotte zu einem Gefecht zu provozieren. Man stellte jedoch nur den Leichten Kreuzer Zenta und den Zerstörer Ulan, die Antivari beschossen. Die Zenta wurde von den französischen Linienschiffen versenkt, die Ulan konnte entkommen. Dann verlegte die Warrior zum Sueskanal, um ihn gegen einen etwaigen Angriff türkischer Truppen zu schützen. Am 6. November 1914 verlegte sie nach Gibraltar und dann noch im November mit den ebenfalls nach einem Einsatz im Roten Meer dorthin verlegten Black Prince und Duke of Edinburgh als Flaggschiff eines neugebildeten Westafrika-Geschwaders unter Konteradmiral John de Robeck, das zur Sicherung eines befürchteten Durchbruchs des deutschen Kreuzergeschwaders unter Maximilian von Spee in den Atlantik gebildet wurde, nach Sierra Leone. Schon vor der Vernichtung des deutschen Geschwaders im Seegefecht bei den Falklandinseln Anfang Dezember wurde das Geschwader am 19. November 1914 wieder aufgelöst, da inzwischen die Schlachtkreuzer Invincible und Inflexible in den Südatlantik verlegt wurden. Die Panzerkreuzer wurden zur Grand Fleet abgezogen, wo die Warrior dem 2. Kreuzergeschwader als Ersatz für das durch einen Artillerieunfall beschädigte Schwesterschiff Achilles zugeteilt wurde und nun mit den Schwesterschiffen Cochrane und Natal Dienst tat.

### Das Ende derWarrior
In der Skagerrakschlacht war die Warrior Teil des 1. Kreuzergeschwaders unter Konteradmiral Sir Robert Arbuthnot auf der Defence, dem auch noch die Halbschwesterschiffe Duke of Edinburgh und Black Prince angehörten. Sie liefen vor den Schlachtschiffen der Grand Fleet am rechten Flügel und erschienen gegen 19:00 Uhr auf dem Gefechtsfeld. Sie versuchten, die Kreuzer der deutschen II. Aufklärungsgruppe zu verfolgen, liefen dabei vor die britischen Schlachtkreuzer und zwangen die Lion zu einem Ausweichmanöver. Bei der Verfolgung stießen sie auf die schon liegengebliebene Wiesbaden, die sie nun beschossen, als überraschend der Schlachtkreuzer Derfflinger sowie die Schiffe des III. Geschwaders erschienen und die beiden Spitzenschiffe des Geschwaders unter Feuer nahmen und trafen. Die Defence sank um 19:20 Uhr ohne Überlebende. Die Warrior erhielt mindestens fünfzehn 28-cm- und sechs 15-cm-Treffer, brannte und hatte starke Wassereinbrüche. Sie entging der Versenkung, da die Deutschen auf die Warspite als Ziel wechselten, die durch ein klemmendes Ruder in Sicht- und Schussweite der Deutschen zwei Vollkreise lief.

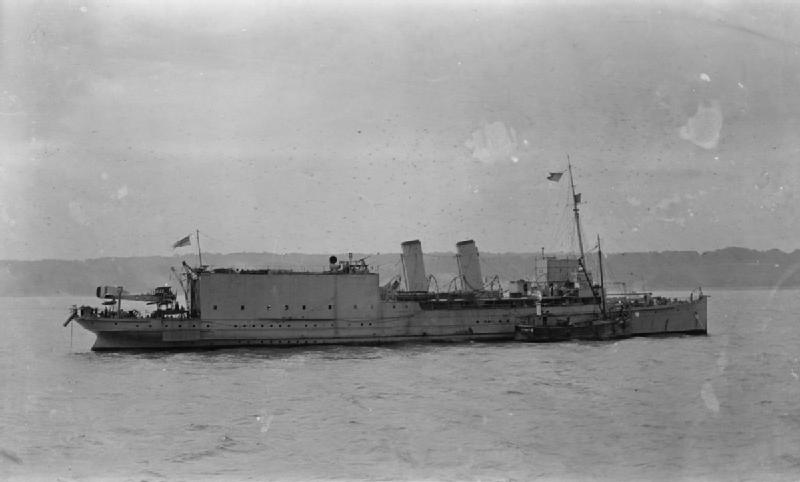
Die Engadine

Die brennende Warrior lief nach Westen ab, während die anderen Panzerkreuzer versuchten, sich dem 2. Kreuzergeschwader anzuschließen. Während dies der Duke of Edinburgh gelang, verlor die ebenfalls getroffene und in der Geschwindigkeit stark herabgesetzte Black Prince den Anschluss, lief in der Nacht in die deutschen Geschwader hinein und wurde in den ersten Stunden des 1. Juni ebenfalls mit der gesamten Besatzung versenkt.
Die nach Westen ablaufende Warrior wurde vom Seeflugzeugträger Engadine gegen 22:00 Uhr in Schlepp genommen. Bei schlechter werdendem Wetter sank sie immer tiefer, und die ehemalige Kanalfähre ging längsseits des Kreuzers und übernahm die überlebenden 743 Mann. Um 9:25 Uhr am 1. Juni wurde die Warrior aufgegeben und sank kurz darauf. 67 Mann starben auf der Warrior.

### Wrack
Das Wrack der Warrior wurde im Jahr 2016 durch Innes McCartney und ein Team des Sea War Museum Jutland wiederentdeckt. Das Schiff liegt in einer Tiefe von etwa 80 m nahezu komplett auf dem Kopf.